# St. Petersburgische Zeitung
«St. Petersburgische Zeitung» («Sankt-Petersburger Zeitung», что означает «Санкт-Петербургская газета») — газета на немецком языке, издававшаяся в Санкт-Петербурге в Российской империи с 1727 по 1914 годы. Первоначально выходила еженедельно, а с 1831 года ежедневно.

## История
«St. Petersburgische Zeitung» является старейшей в России иноязычной газетой, самой старой немецкоязычной газетой, издававшейся за пределами германских земель, а также второй по дате появления газетой в Российской империи (первая в России газета «Ведомости» начала издаваться в 1702 году).
Создание газеты было связано с реформаторской деятельностью Петра I. Проведение задуманных изменений в науке и образовании требовало привлечения иностранных учёных, поэтому вполне закономерно было появление газеты на языке, родном для большинства приезжих специалистов. Газета находилась в ведении Академии наук, так же как и «Санкт-Петербургские ведомости». Содержание составляли официальные публикации, взятые частично из «Санкт-Петербургских ведомостей», частично из иностранных газет, информация Академии об опубликованных книгах, валютный курс, объявления о театральных представлениях, частные объявления.
Первым редактором был Герхард Фридрих Миллер — действительный член Императорской Академии наук и художеств в Санкт-Петербурге, который был также редактором «Санкт-Петербургских ведомостей» с «Примечаниями». С 1836 по 1838 редактором был Фридрих Карлович Лоренц — историк, педагог, член-корреспондент Императорской Санкт-Петербургской академии наук. В мае 1852 года Императорской Академией Наук редактором газеты был назначен Фёдор Егорович Мейер, который оставался редактором до 1874 года, при нём газете был придан современный макет.
До начала 1870-х годов оставалась в собственности Академии наук, затем перешла к Министерству народного просвещения, которое в 1878 г. сдало газету в аренду русско-немецкому журналисту П. К. Кюгельгену (1843—1904), после его смерти владельцами газеты остались его дети Пауль Зигварт фон Кюгельген (1875—1952) и Карл Конрад Эмиль фон Кюгельген (1876—1945).
«St. Petersburgische Zeitung» и «Rigasche Rundschau» были самыми популярными немецкоязычными газетами в России, аудиторией которых были российские немцы, в том числе в Поволжье, Крыму и Сибири. С 1871 также начала издаваться газета «Sankt Petersburger Herold», которая имела либеральную направленность и была создана как противовес проправительственной «St. Petersburgische Zeitung».
В ходе Первой мировой войны в 1915 году все немецкоязычные газеты в Российской империи были запрещены, в том числе и газета со 188-летней историей «St. Petersburger Zeitung».